# میروگای
میروگای، میروکویی (به ژاپنی: ミルクイ) نوعی صدف از ناجوردندانگان و از ماهی‌هایی است که به عنوان عناصر ساشیمی یا سوشی در ژاپن استفاده می‌شود.